# Charlebois (album, 1972)
Pour les articles homonymes, voir Charlebois.
Ne pas confondre avec Fu Manchu, personnage du romancier Sax Rohmer.
 (juillet 2017).
Si vous disposez d'ouvrages ou d'articles de référence ou si vous connaissez des sites web de qualité traitant du thème abordé ici, merci de compléter l'article en donnant les références utiles à sa vérifiabilité et en les liant à la section « Notes et références ».
Albums de Robert Charlebois
Robert Charlebois
(1971) Solidaritude
(1973)
Singles
1. Conception / Le Mur du son
Sortie : 1972

Charlebois (aussi connu sous le titre Fu Man Chu, en référence à l'une de ses chansons-phares) est le huitième album de chansons du musicien et auteur-compositeur-interprète québécois Robert Charlebois, sorti en 1972.
Bien que l'album soit auto-intitulé, il est souvent appelé Fu Man Chu en raison de sa piste principale sur la face B. La discographie officielle du site Robert Charlebois le répertorie en tant que tel.

## Liste des titres
Toute la musique est composée par Robert Charlebois.
| A1. | Trouvez mieux | Robert Charlebois | 4:01 |
| A2. | Conception    | Robert Charlebois | 4:52 |
| A3. | Le Mur du son | Mouffe            | 6:17 |

| B1. | Fais-toi z'en pas                                                              | Réjean Ducharme                              | 6:25 |
| B2. | Fu Man Chu                                                                     | Claude Gagnon (Chu d'dans : Marcel Sabourin) | 9:33 |
|     | B2.a - Fu Man Chu (1re partie) B2.b - Chu D'Dans B2.c - Fu Man Chu (2e partie) |                                              |      |

## Crédits

### Membres du groupe
- Robert Charlebois : chant, piano électrique, guitare classique
- Michel Robidoux : guitare acoustique, guitare à douze cordes
- Marcel Beauchamp : piano électrique, guitare lead
- Bill Gagnon : basse
- Christian Saint-Roch : batterie, orgue
- Terry King : violon
- Michel Seguin : congas

### Équipes technique et production
- Enregistrement : David Greene, Jules Perrotte
- Design (conception Graphique), illustration, photographies : Michel Fortier, Ronald Labelle